# Eupithecia angusta
Eupithecia angusta är en fjärilsart som beskrevs av Louis Beethoven Prout 1938. Eupithecia angusta ingår i släktet Eupithecia och familjen mätare. Inga underarter finns listade i Catalogue of Life.